# Tamgaly
Tamgaly (du kazakh pour « lieu peint » ou « lieu marqué ») est un site de pétroglyphes au Kazakhstan, dans les montagnes Chu-Ili, à 120 km au nord-ouest d'Almaty.
La majorité des 5 000 pétroglyphes se trouvent dans le canyon principal, mais il y en a également dans les canyons des environs. Ils datent surtout de l'âge du bronze, mais dans certains cas ils ont été gravés à l'âge du fer ou au Moyen Âge. Ils représentent des animaux (cerfs, chevaux, bouquetins, chameaux) et des scènes culturelles, avec notamment des anthropomorphes adorant des hommes-soleil.
Le site est sur la liste du patrimoine mondial de l'UNESCO depuis 2004.

## Galerie de pétroglyphes

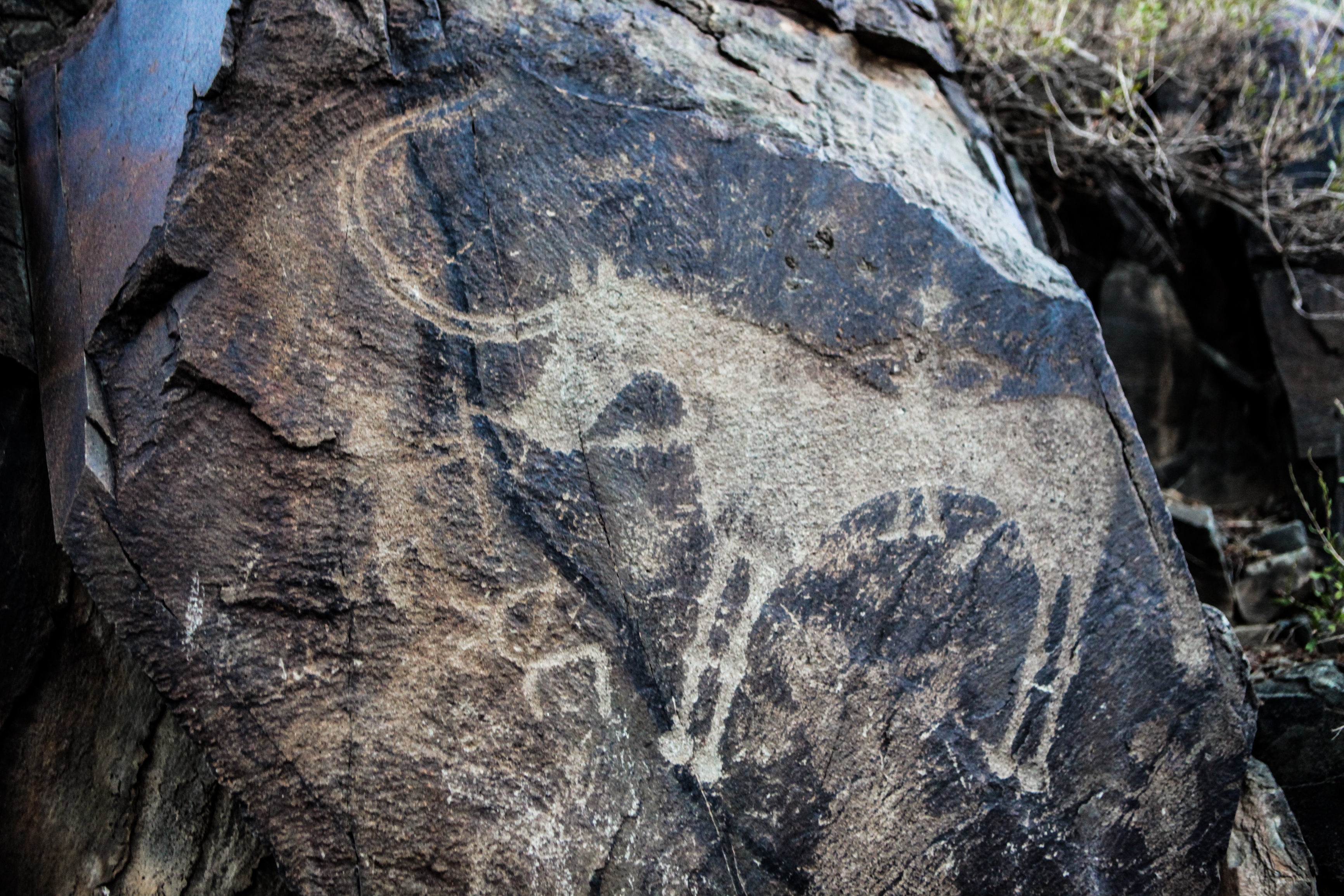
Humain chevauchant un animal cornu (cerf ?)
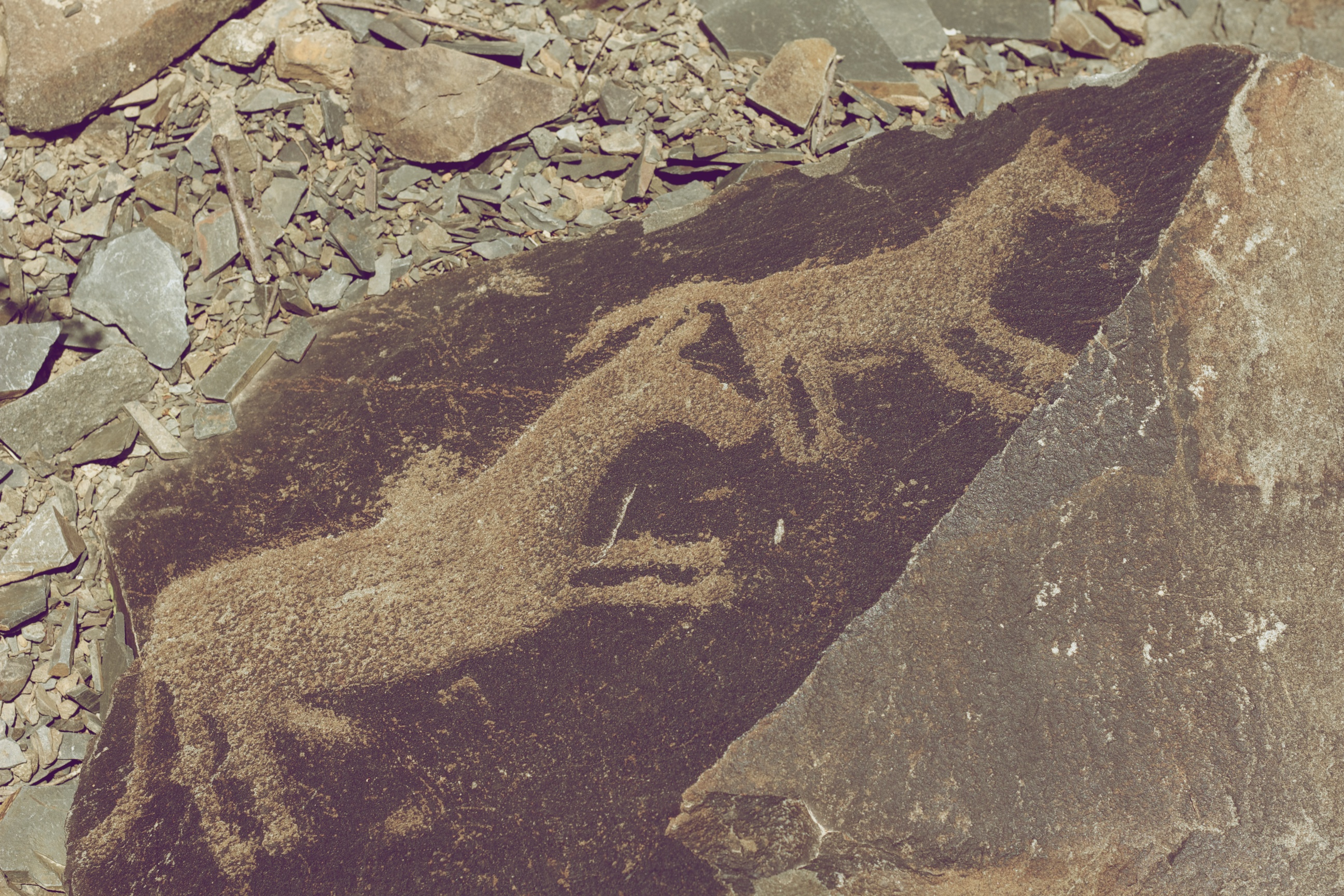
Chevaux et humains
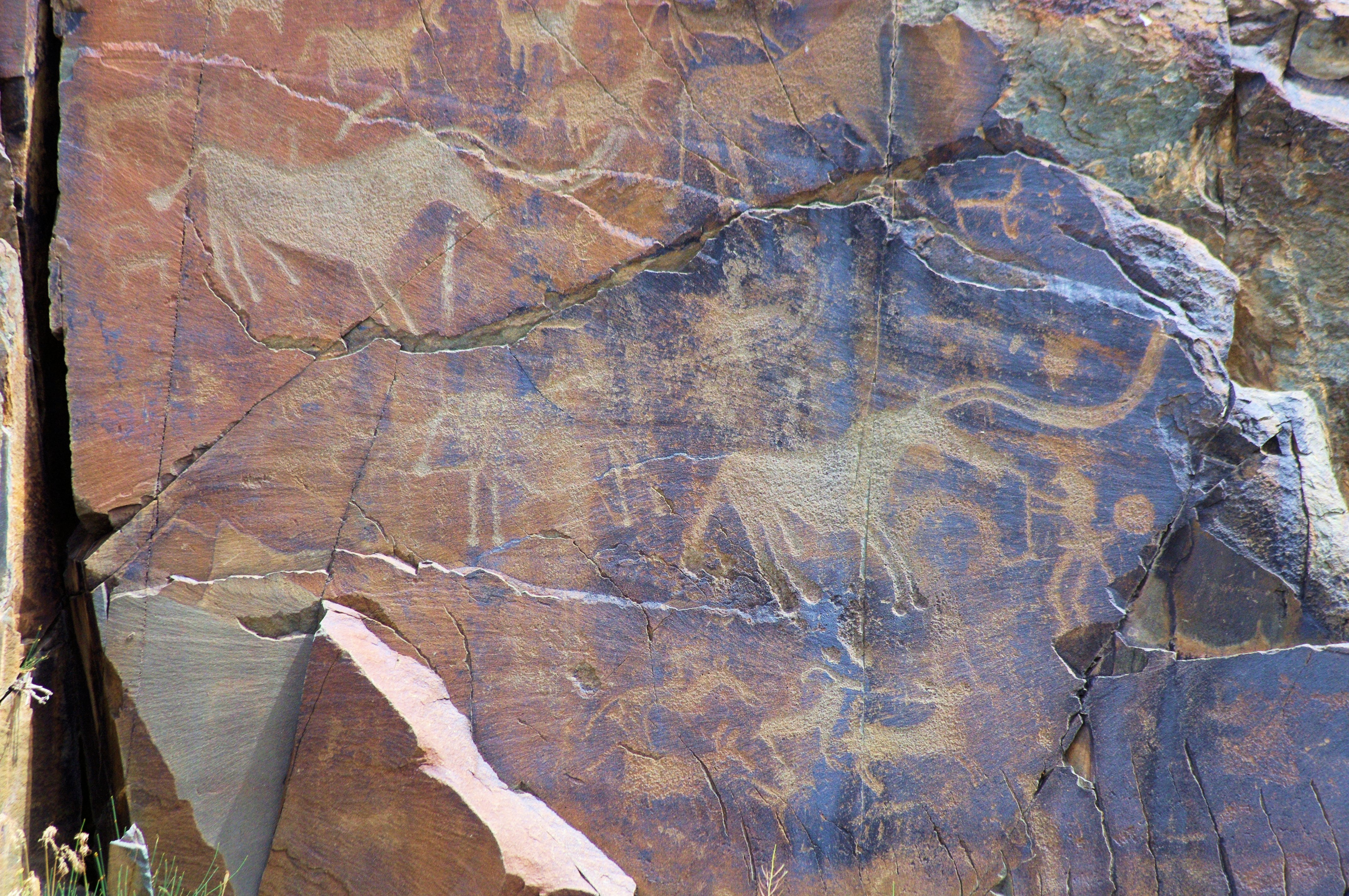
Scène de chasse
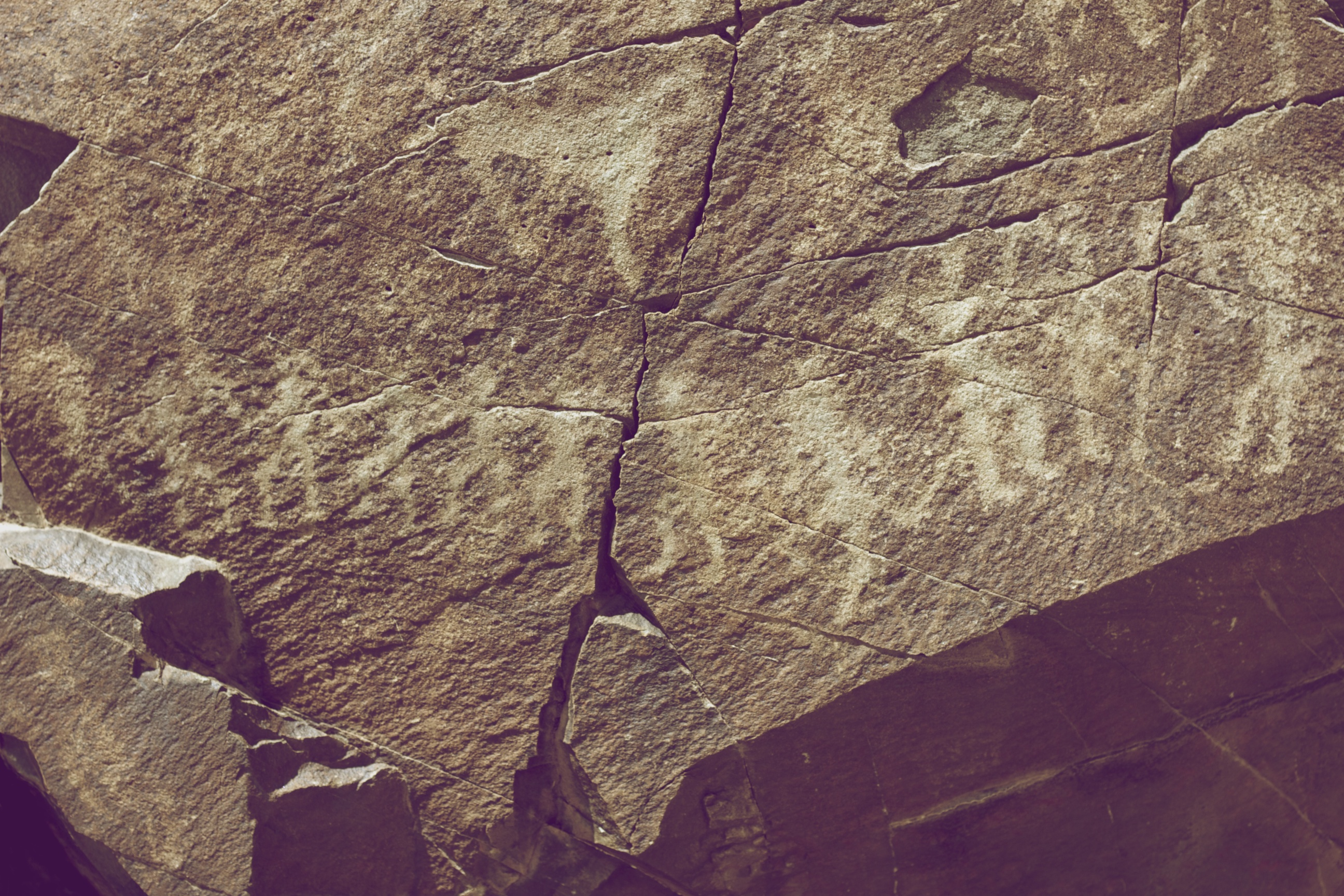
Humains en train de danser
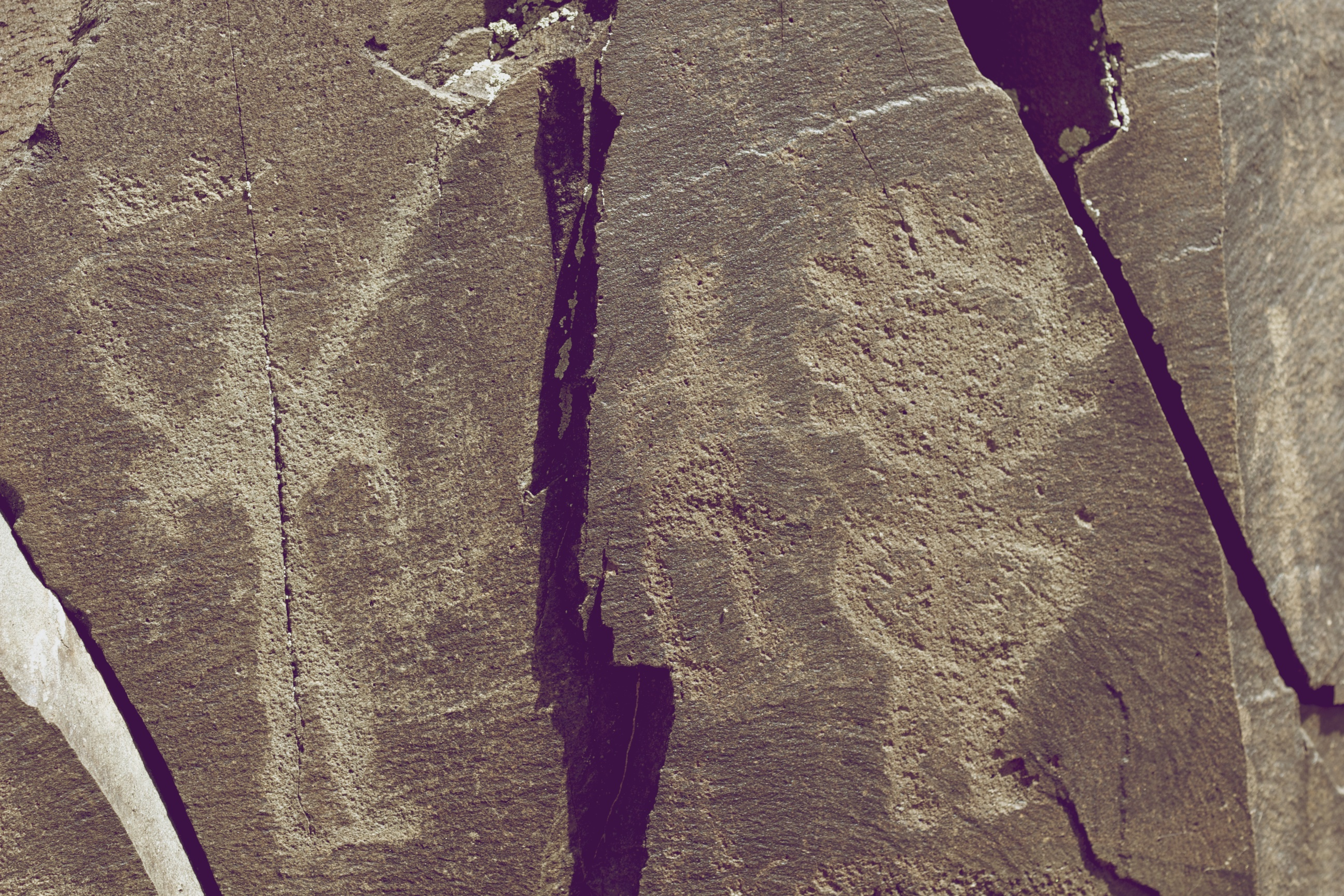
Figures humaines